# Catherine de Brunswick-Lunebourg
Catherine de Brunswick-Lunebourg, née en 1395 et morte le 28 décembre 1442 à Grimma, est une princesse de la seconde maison Welf (maison de Brunswick), fille du duc Henri Ier de Brunswick. Elle fut électrice de Saxe de 1423 à 1428 par son mariage avec l'électeur Frédéric Ier.

## Biographie
Catherine est la seule fille et le second enfant d'Henri Ier (mort en 1416), duc de Brunswick-Lunebourg depuis 1388, issue de son premier mariage avec Sophie (1376-1406), fille de duc Warcisław VI de Poméranie.

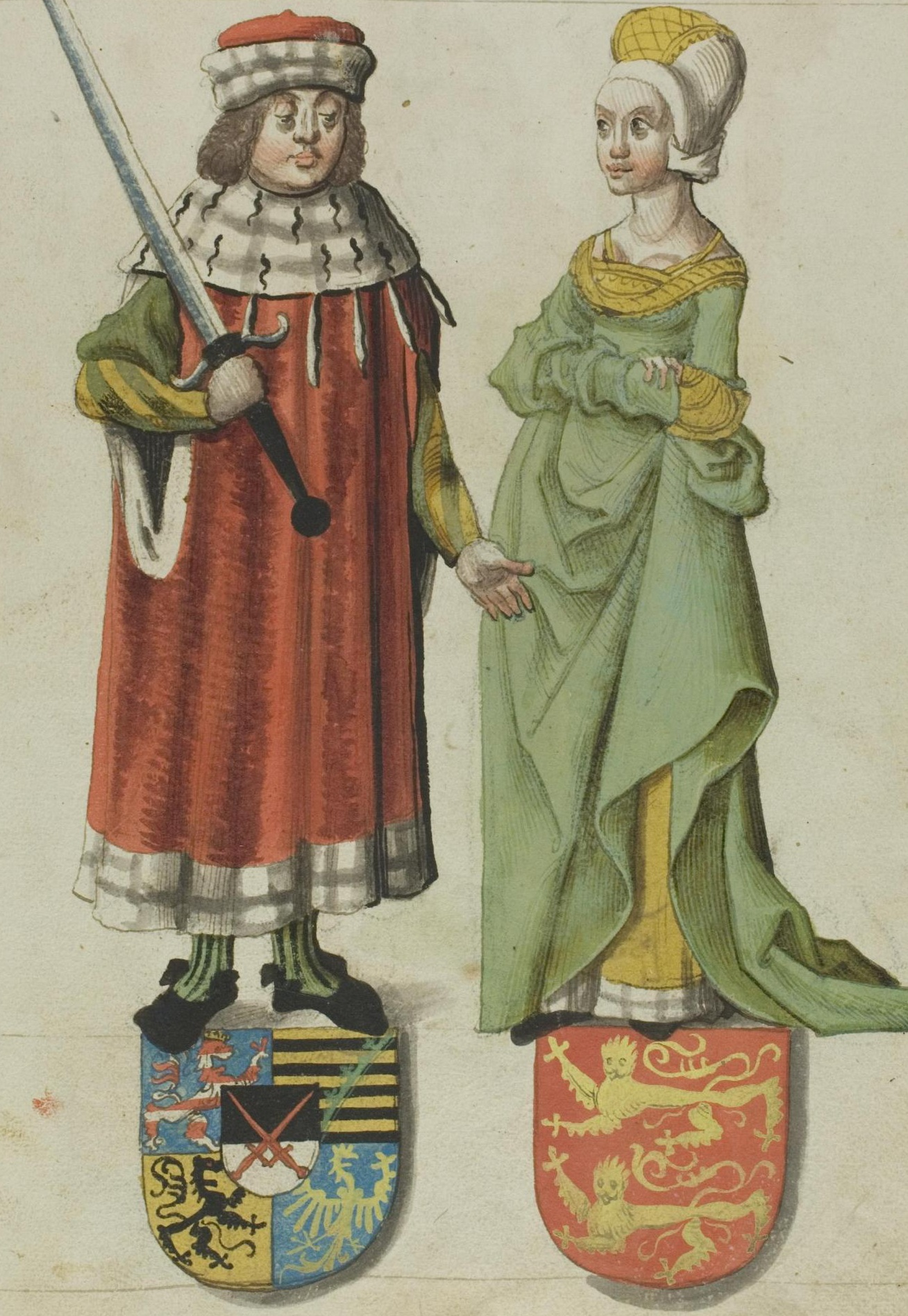
Frédéric et Catherine, Sächsisches Stammbuch (XVIe siècle).

À l'âge de sept ans, elle épouse le 8 mai 1402 Frédéric IV (1370–1428), margrave de Misnie à partir de 1407, qui le 6 janvier 1423 devient le premier électeur de Saxe de la maison de Wettin sous le nom de Frédéric Ier. Les bonnes relations avec Sigismond de Luxembourg, roi des Romains sont toutefois tempérées par l'adhésion temporaire de Frédéric à l'Union de Bingen, une alliance formée le 17 janvier 1424 entre les électeurs du Saint-Empire et dirigée contre la politique du roi. De ce fait, le nouveau électeur n'a officiellement reçu l'électorat de Saxe en fief que le 1er août 1425 à Buda.
Le margrave et électeur Frédéric, dit « Le Belliqueux », perd une grande partie de ses troupes pendant les croisades contre les hussites aux côtés du roi Sigismond, lors de la bataille de Most en 1425. Pendant l'absence de son mari, l'électrice Catherine réussit à rassembler une nouvelle armée de 20 000 hommes qu'elle envoie au secours de Frédéric Ier mais qui est elle aussi défaite lors de la  bataille d'Aussig en 1426. 
Catherine réside avec son époux mais la plupart du temps seule au château de Leisnig, qui deviendra ensuite la résidence privée des électeurs de Saxe.

## Postérité
De son unions sont nés les enfants suivants :
- Catherine, morte jeune ;
- Frédéric II (1412–1464), électeur de Saxe, épousa l'archiduchesse Marguerite d'Autriche ;
- Sigismond de Saxe (1416–1471), évêque de Wurtzbourg ;
- Anne de Saxe (de) (1420–1462), épousa le landgrave Louis Ier de Hesse ;
- Catherine de Saxe (de) (1421–1476), épousa l'électeur Frédéric II de Brandebourg ;
- Henri (1422-1435), margrave de Misnie et duc de Saxe ;
- Guillaume III (1425-1482), landgrave de Thuringe (sous le nom de Guillaume II) et duc titulaire de Luxembourg, épousa l'archiduchesse Anne d'Autriche puis Catherine de Brandenstein.